# Havasi nyúl
A havasi nyúl (Lepus timidus) az emlősök (Mammalia) osztályának nyúlalakúak (Lagomorpha) rendjébe, ezen belül a nyúlfélék (Leporidae) családjába tartozó faj.

## Előfordulása
A havasi nyúl az Északi-sarkkörön belül és a mérsékelt öv legészakibb pontjain él Eurázsiában. Izolált populációi vannak Írországban, az Egyesült Királyságban, Lengyelországban és Hokkaidó szigetén Japánban, valamint az Alpokban.
Az eredeti elterjedési területén kívül betelepítették a Shetland-szigetekre és Feröerre is.
A Würm-glaciális idején jóval nagyobb volt elterjedési területe.

## Alfajai
- Lepus timidus ainu - Hokkaidó szigetén honos
- Lepus timidus begitschevi
- Lepus timidus gichiganus
- Lepus timidus hibernicus – Írországban él.
- Lepus timidus kamtschaticus
- Lepus timidus kolymensis
- Lepus timidus kozhevnikovi
- Lepus timidus lugubris
- Lepus timidus mordeni
- Lepus timidus orii
- Lepus timidus scoticus – Skócia északi területein honos
- Lepus timidus sibiricorum
- Lepus timidus timidus
- Lepus timidus transbaicalicus
- Lepus timidus varronis – az Alpokban él.

## Megjelenése
Az állat hossza 48-68 centiméter, farokhossza 3,5-10 centiméter és testtömege 2,5-5 kilogramm. A mérete és tömege alfajonként változó. A téli szőrzet különösen a rövid füleken vastagszik meg, és a nyúl egész testén kifehéredik, így az állat szinte beleolvad a havas tájba. A havasi nyúl nyári bundája sokkal vékonyabb és sötétebb színezetű. A nyúl talpát a jobb hőszigetelés és a jeges, havas talajon való biztosabb járás érdekében sűrű szőrzet fedi. A havasi nyúl füle viszonylag rövid, hogy testének hővesztesége kisebb legyen. Farkának felső oldaláról hiányzik a fekete szín.

## Életmódja
Az állat többnyire magányos, de párzási idényben, illetve ősszel és télen nagy csapatokba tömörül. A havasi nyúl északon a kiterjedt hangásokkal borított lápokat kedveli. Az Alpokban a havasi legelőkön, a havasi törpefenyők és a havasalji rózsa-bokrok alatt, valamint a hegyi erdők felső régiójában él. A hegységekben 3600 méter magasságig felhatol. Télen helyenként lejjebb is jön, és a lombos, vegyes és fenyőerdőkben tanyázik. Mindenütt a hegy- és dombvidékeket részesíti előnyben, csak Írországban található az alföldön. A nyílt, fedezéket nem kínáló síkságokat azonban itt is kerüli. Északi állományai inkább társasak, ott kisebb vagy akár nagyobb csapatokat (egészen száz példányig) is megfigyelhetünk egymás mellett. Az Alpokban magányosan élnek, de az emberrel szemben bizalmasabbak. Ez bizonyára arra vezethető vissza, hogy itt alig vadásszák őket. Északi rokonaik viszont még félénkebbek, mint a mezei nyulak. E két faj egyébként táplálkozás szempontjából egymással konkurens. A nagyobb, erősebb mezei nyúl visszaszorítja a kisebb és gyengébb havasi nyulat. Így Skóciában ez utóbbi csak ott fordul elő alacsonyabb fekvésű helyeken, ahol a mezei nyúl hiányzik. Természetesen vannak területek, ahol egymás mellett élnek, sőt, még kereszteződnek is a szabadban, bár az ebből származó utódok életképessége csekély. Tápláléka fűfélék, egyéb lágyszárú növények, apró növésű bokrok és cserjék. A havasi nyúl átlagosan 2 évig, de néha 8-9 évig is elél.
Az eurázsiai hiúz, a sarki róka, a hóbagoly és a nagyobb halfarkasfélék kedvelt zsákmánya.

## Szaporodása
Az ivarérettséget egyéves korban éri el. A párzási időszak tavasszal és nyáron van. A vemhesség 50 napig tart, ennek végén 1-5, rendszerint 3 kisnyúl születik. A nőstény évente kétszer-háromszor, felszín feletti vacokban fial. A kölykök ennél a fajnál is nyitott szemmel, szőrzettel borítva születnek. Egyedülálló módon Skóciában a havasi nyulak üregeket ásnak, amelyeket ugyan csak a fiatalok használnak veszély esetén, a kifejlett példányok nem, és a kölykezés sem itt történik.

## Rokonai
A havasi nyúlnak két közeli rokon faja van, melyekkel együtt alkotják a Lepus alnemet. Mindkét faj Észak-Amerikában él és korábban a havasi nyúl alfajának tartották őket.
- sarki nyúl (Lepus arcticus), Grönlandon és Kanada északi részén él, Nunavut, Québec és Új-Fundland tartományokban.
- tundranyúl (Lepus othus) Alaszka nyugati és déli részén, valamint Szibéria legkeletibb részén fordul elő.